# Resistència elèctrica i conductància

L'analogia hidràulica compara el corrent elèctric que flueix pels circuits amb l'aigua que flueix per les canonades. Quan una canonada (esquerra) s'omple de pèl (dreta), es necessita una pressió més gran per aconseguir el mateix cabal d'aigua. Empènyer el corrent elèctric a través d'una gran resistència és com empènyer l'aigua a través d'una canonada obstruïda de pèl: requereix una empenta més gran (força electromotriu) per impulsar el mateix flux (corrent elèctric).

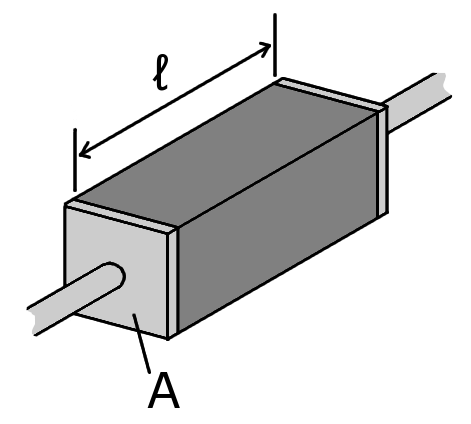
Una peça de material resistiu amb contactes elèctrics als dos extrems.

La resistència elèctrica d'un objecte és una mesura de la seva oposició al flux de corrent elèctric. La seva quantitat recíproca és conductància elèctrica, mesura la facilitat amb què passa un corrent elèctric. La resistència elèctrica comparteix alguns paral·lelismes conceptuals amb la fricció mecànica. La unitat SI de la resistència elèctrica és l'ohm (Ω), mentre que la conductància elèctrica es mesura en siemens (S) (abans anomenada 'mho' i després representada per ℧).
La resistència d'un objecte depèn en gran part del material amb què estigui fet. Els objectes fets amb aïllants elèctrics com el cautxú solen tenir una resistència molt alta i una conductància baixa, mentre que els objectes fets amb conductors elèctrics com els metalls tendeixen a tenir una resistència molt baixa i una conductància alta. Aquesta relació es quantifica per resistivitat o conductivitat. La naturalesa d'un material no és l'únic factor de resistència i conductància, però; també depèn de la mida i la forma d'un objecte perquè aquestes propietats són extensives més que intensives. Per exemple, la resistència d'un cable és més gran si és llarg i prim, i menor si és curt i gruixut. Tots els objectes resisteixen el corrent elèctric, excepte els superconductors, que tenen una resistència de zero.
La resistència R d'un objecte es defineix com la relació entre la tensió V a través d'ell i el corrent I a través d'ell, mentre que la conductància G és la recíproca:{\displaystyle R={\frac {V}{I}},\qquad G={\frac {I}{V}}={\frac {1}{R}}}Per a una gran varietat de materials i condicions, V i I són directament proporcionals entre si i, per tant, R i G són constants (tot i que dependran de la mida i la forma de l'objecte, el material del qual està fet i altres factors). com la temperatura o la tensió). Aquesta proporcionalitat s'anomena llei d'Ohm i els materials que la compleixen s'anomenen materials òhmics. En altres casos, com un transformador, un díode o una bateria, V i I no són directament proporcionals.

## Relació amb la resistivitat i la conductivitat
La resistència d'un objecte determinat depèn principalment de dos factors: de quin material està fet i la seva forma. Per a un material determinat, la resistència és inversament proporcional a l'àrea de la secció transversal; per exemple, un cable de coure gruixut té una resistència més baixa que un fil de coure prim idèntic. També, per a un material determinat, la resistència és proporcional a la longitud; per exemple, un cable de coure llarg té una resistència més alta que un cable de coure curt, d'altra manera idèntic. La resistència R i la conductància G d'un conductor de secció transversal uniforme, per tant, es poden calcular com{\displaystyle {\begin{aligned}R&=\rho {\frac {\ell }{A}},\\[5pt]G&=\sigma {\frac {A}{\ell }}\,.\end{aligned}}}on {\displaystyle \ell } és la longitud del conductor, mesurada en metres (m), A és l'àrea de la secció transversal del conductor mesurada en metres quadrats (m²), σ (sigma) és la conductivitat elèctrica mesurada en siemens per metre (S·m−1), i ρ (rho) és la resistivitat elèctrica (també anomenada resistència elèctrica específica) del material, mesurada en ohms-metres (Ω·m). La resistivitat i la conductivitat són constants de proporcionalitat i, per tant, depenen només del material del qual està fet el cable, no de la geometria del cable. La resistivitat i la conductivitat són recíproques: {\displaystyle \rho =1/\sigma }. La resistivitat és una mesura de la capacitat del material per oposar-se al corrent elèctric.